# Конструкційні матеріали

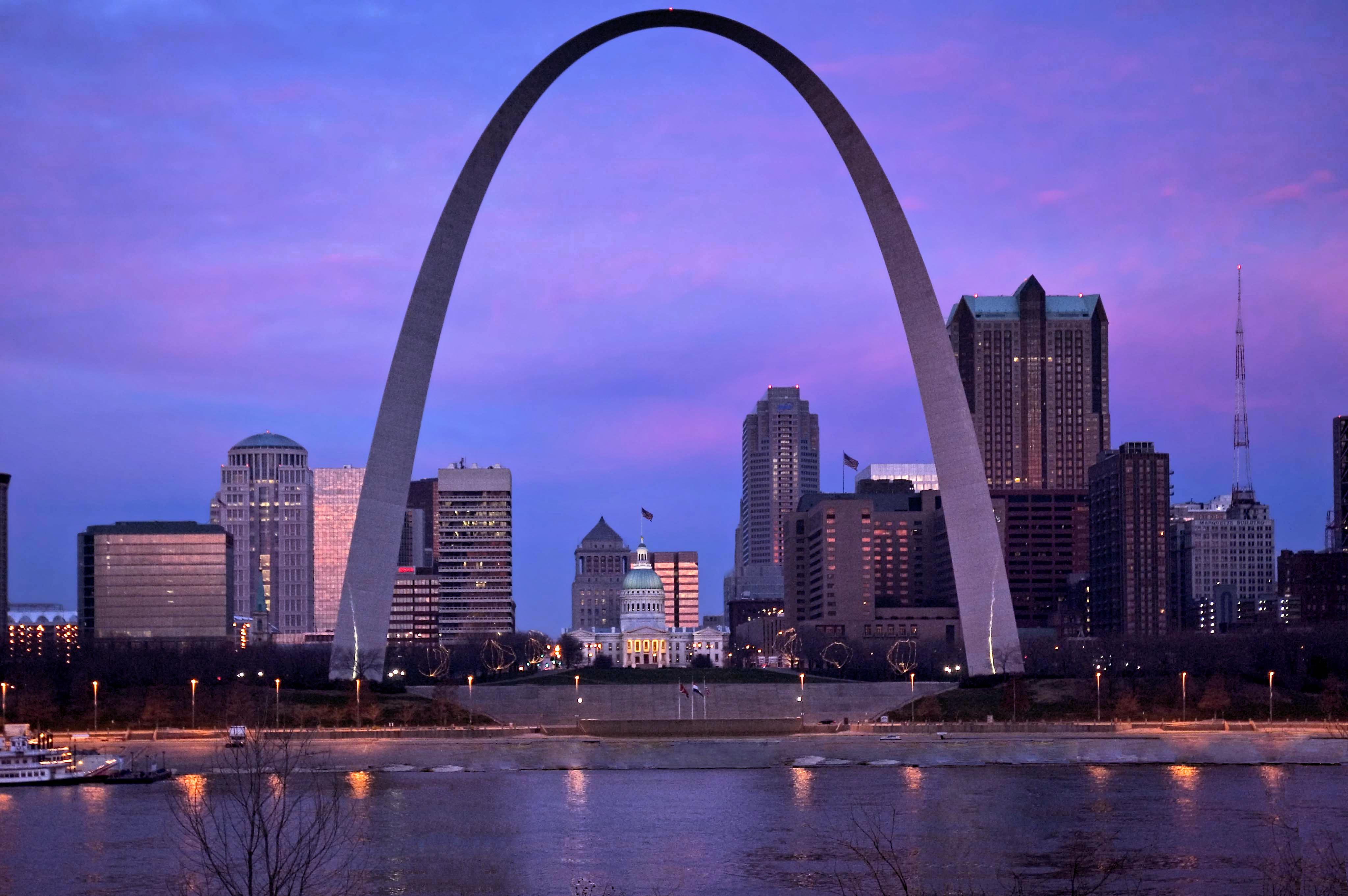
192 метрова конструкція Аркових воріт, виконана з неіржавної аустенітної сталі марки AISI 304 у Сент-Луїсі (штат Міссурі, США)

Конструкці́йні матеріа́ли (англ. constructional materials, engineering materials, structural materials) — це матеріали, з яких виготовляють деталі конструкцій (машин та споруд), що зазнають силових впливів (навантажень). Визначальними характеристиками конструкційних матеріалів є їх механічні властивості, що і вирізняє їх від інших технічних матеріалів (оптичних, ізоляційних, змащувальних, лакофарбових, абразивних тощо). До основних критеріїв оцінки якості конструкційних матеріалів належать параметри опору до зовнішніх навантажень: міцність, ударна в'язкість, витривалість, довговічність тощо.

## Розвиток конструкційних матеріалів

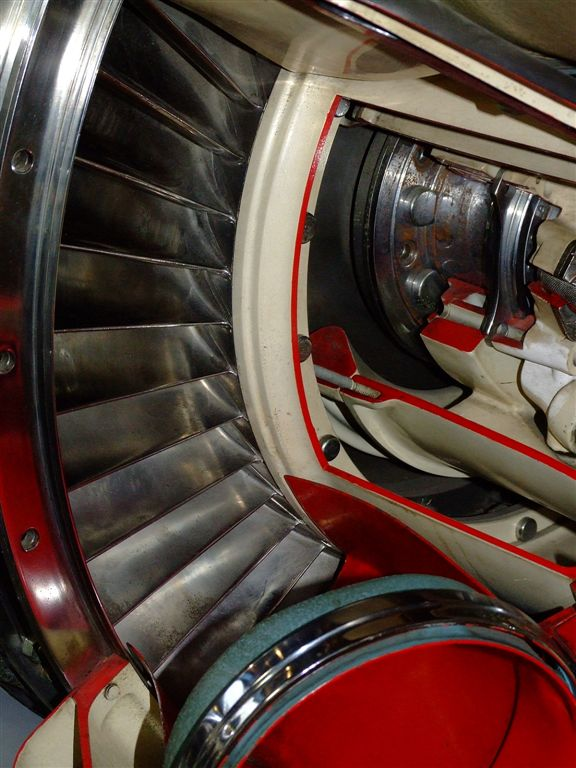
Лопатки турбіни із жароміцного сплаву Nimonic 80A у двигуні «Rolls-Royce Nene»

Тривалий період у своєму розвитку людство використовувало для власних потреб (знаряддя праці і мисливства, господарське начиння, прикраси тощо) досить обмежений перелік матеріалів: деревину, камінь, волокна рослинного і тваринного походження, випалену глину, скло, бронзу, залізо. Промислова революція XVIII ст. і подальший розвиток техніки, особливо створення парових машин і поява в кінці XIX ст. двигунів внутрішнього згоряння, електричних машин і автомобілів, підвищили і диференціювали вимоги до матеріалів їх деталей, що працюють у складних умовах. Основою конструкційних матеріалів стали металеві сплави, до яких належали сплави на основі заліза (чавуни і сталі) та кольорові метали: сплави міді (бронзи і латуні), свинцю та олова).
При конструюванні літальних апаратів, коли головною вимогою, що ставилась до конструкційних матеріалів, стала висока питома міцність, поширення набули деревинні композити (фанера), низьколеговані сталі, алюмінієві і магнієві сплави. Подальший розвиток реактивної та ракетної техніки став вимагати створення нових жароміцних сплавів на нікелевій і кобальтовій основах, сталей, титанових, алюмінієвих, магнієвих сплавів, придатних до роботи при високих температурах.
Удосконалення техніки на кожному етапі розвитку висувало все нові і складніші вимоги до конструкційних матеріалів (температурна стійкість, зносостійкість, електрична провідність тощо) та стимулювало створення нових матеріалів. Наприклад, суднобудуванню потрібні сталі і сплави з доброю зварюваністю і високою корозійною стійкістю, а хімічному машинобудуванню — з високою стійкістю до агресивних середовищ.
Для багатьох областей техніки є необхідними конструкційні матеріали, що поєднують конструкційну міцність з високими електричними, теплозахисними, оптичними та іншими властивостями.

## Класифікації конструкційних матеріалів

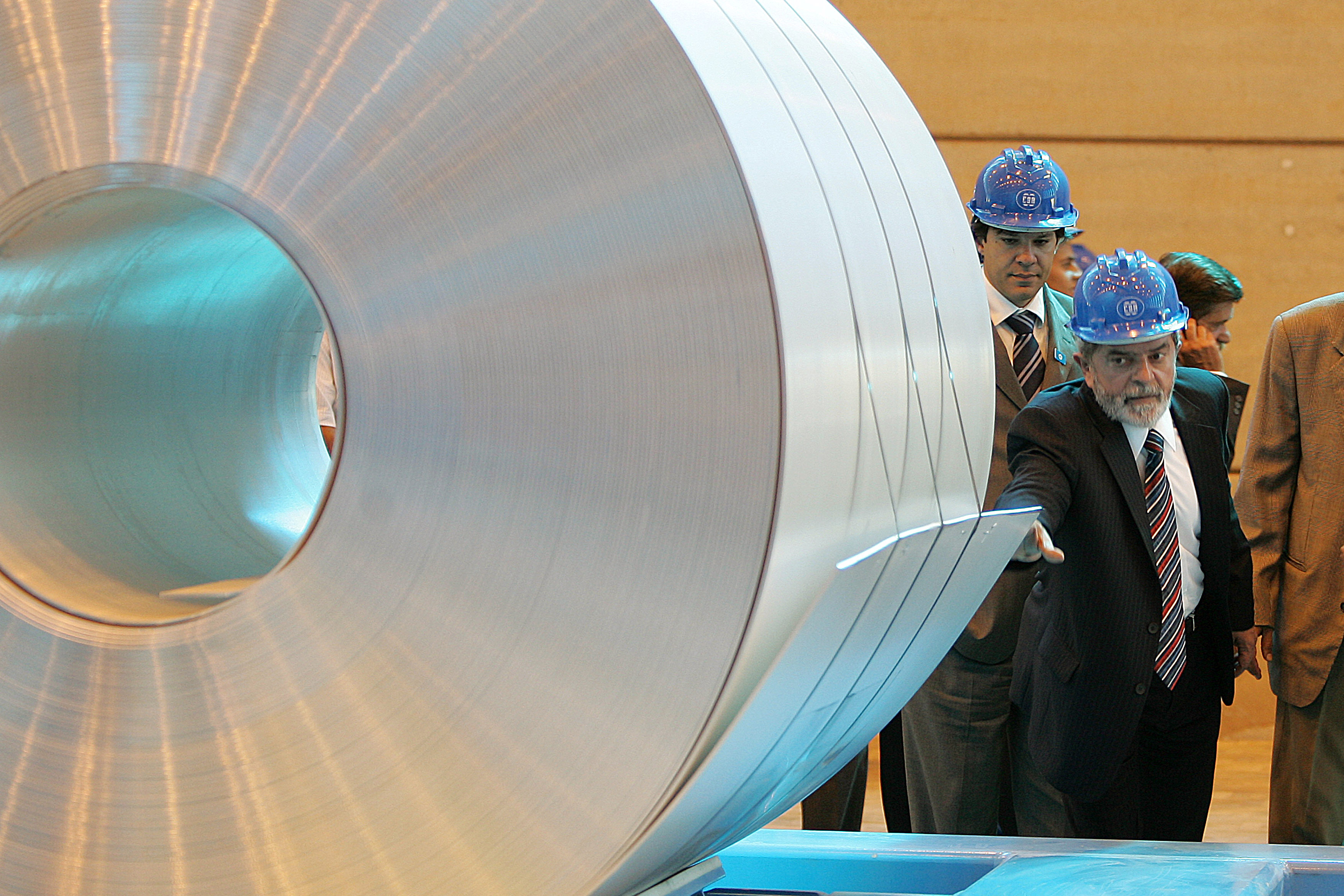
Алюмінієвий прокат

Конструкційні матеріали поділяються:
- за природою матеріалів — на металеві, неметалеві і композиційні матеріали, що поєднують позитивні властивості двох попередніх;
- за технологічними особливостями переробки — на деформовані (прокат, поковки, штамповки, пресовані профілі тощо), ливарні, спічні, формовані, клеєні, зварні;
- за умовами роботи — на ті, що працюють при низьких температурах, жароміцні, корозіє-, окалино-, зносо-, паливо-, маслостійкі і т. д.;
- за критеріями міцності — на матеріали малої і середньої міцності з великим запасом пластичності, високоміцні з помірним запасом пластичності.

### Металеві конструкційні матеріали

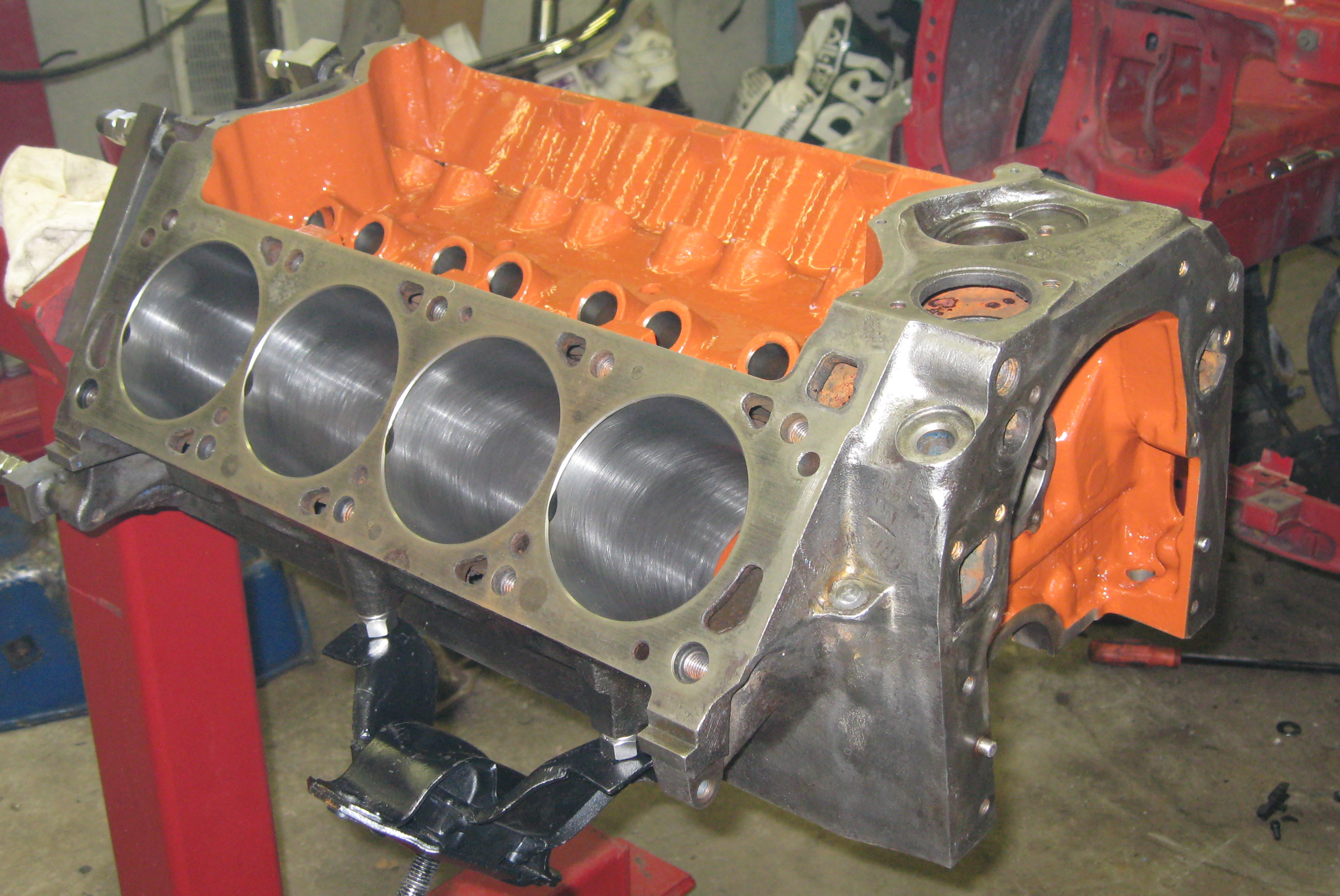
Чавунний блок циліндрів двигуна внутрішнього згоряння конфігурації V8

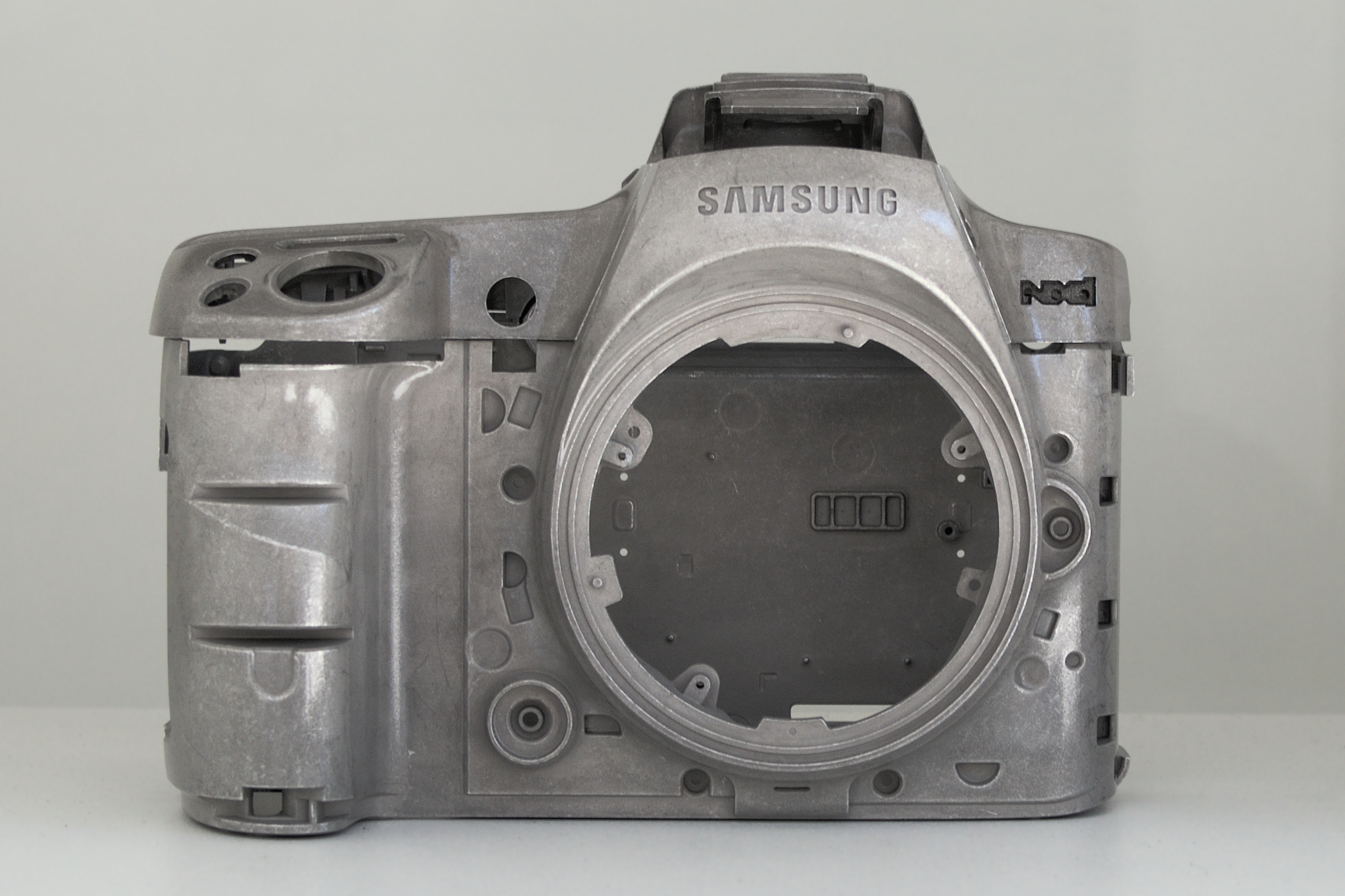
Корпус фотокамери Samsung NX1, виготовлений з магнієвого сплаву методом лиття

Металеві конструкційні матеріали поділяють за системами сплавів на чорні метали (сталі та чавуни) та сплави кольорових металів (алюмінієві, магнієві, титанові, мідні, нікелеві, молібденові, вольфрамові тощо).
До конструкційних матеріалів належить більшість марок сталей, що називають «конструкційними». Виняток становлять сталі, які не використовуються в силових елементах конструкцій: інструментальні сталі, сталі для нагрівальних елементів, для присадного дроту (при зварюванні) і деякі інші з особливими фізичними та технологічними властивостями. Сталі становлять основний обсяг конструкційних матеріалів, що знайшли застосування у техніці. Вони відрізняються широким діапазоном міцності — від 200 до 3000 МН/м², пластичність сталей досягає 80 %, ударна в'язкість — до 3 МДж/м².
Крім того, за методами зміцнення сталі класифікуються на: гартівні, покращувані, старіючі, цементовані, ціановані, азотовані тощо, а за структурою: аустенітні, феритні, мартенситостаріючі тощо.
Чавуни широко використовуються у машинобудуванні для виготовлення станин, колінчастих валів, зубчастих коліс, блоків циліндрів двигунів внутрішнього згорання, деталей, що працюють при температурі до 1200 °С в окиснювальних середовищах та ін. Міцність чавунів у залежності від легування становить від 110 МН/м² до 1350 МН/м² (легований магнієвий чавун).
Нікелеві та кобальтові сплави зберігають міцність до температур 1000…1100 °С. Застосовуються в авіаційних і ракетних двигунах, парових турбінах, апаратах, що працюють в агресивних середовищах тощо.
Міцність алюмінієвих сплавів становить: деформівних до 750 МН/м², ливарних до 550 МН/м², за питомою механічною жорсткістю вони значно перевершують сталі. Служать для виготовлення корпусів літаків, вертольотів, ракет, суден різного призначення.
Магнієві сплави відрізняються малою густиною (у 4 рази меншою, ніж у сталі), мають міцність до 400 МН/м² і вище; застосовуються переважно у вигляді литва в конструкціях літальних апаратів, в автомобілебудуванні, в текстильній і поліграфічній промисловості.
Титанові сплави успішно конкурують в ряді галузей техніки зі сталями і алюмінієвими сплавами, перевершуючи їх за питомими міцністю та механічною жорсткістю, корозійною стійкістю. Сплави мають міцність до 1600 МН/м² і більше. Застосовуються для виготовлення компресорів авіаційних двигунів, апаратів хімічної та нафтопереробної промисловості.

### Неметалеві конструкційні матеріали

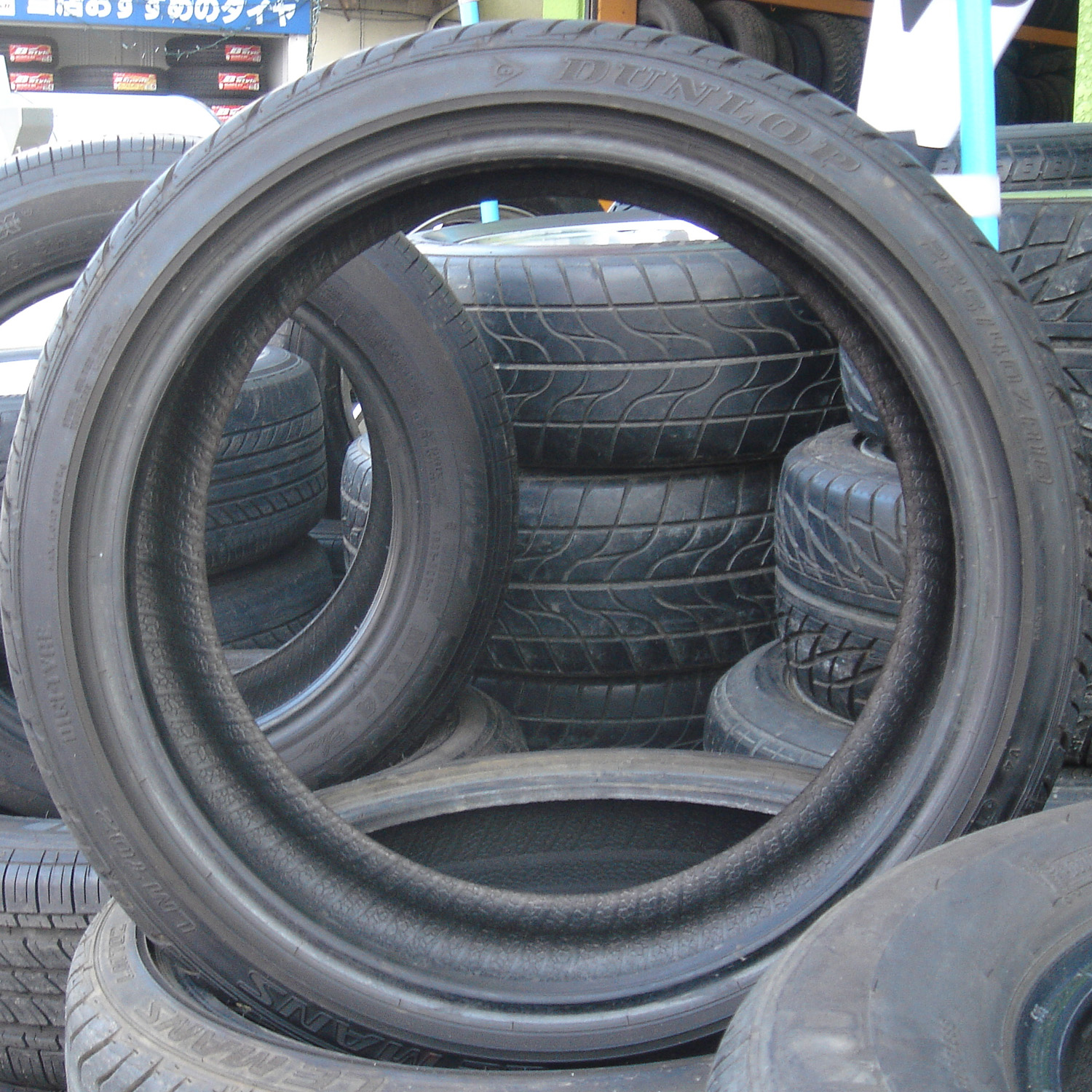
Гумові автомобільні шини

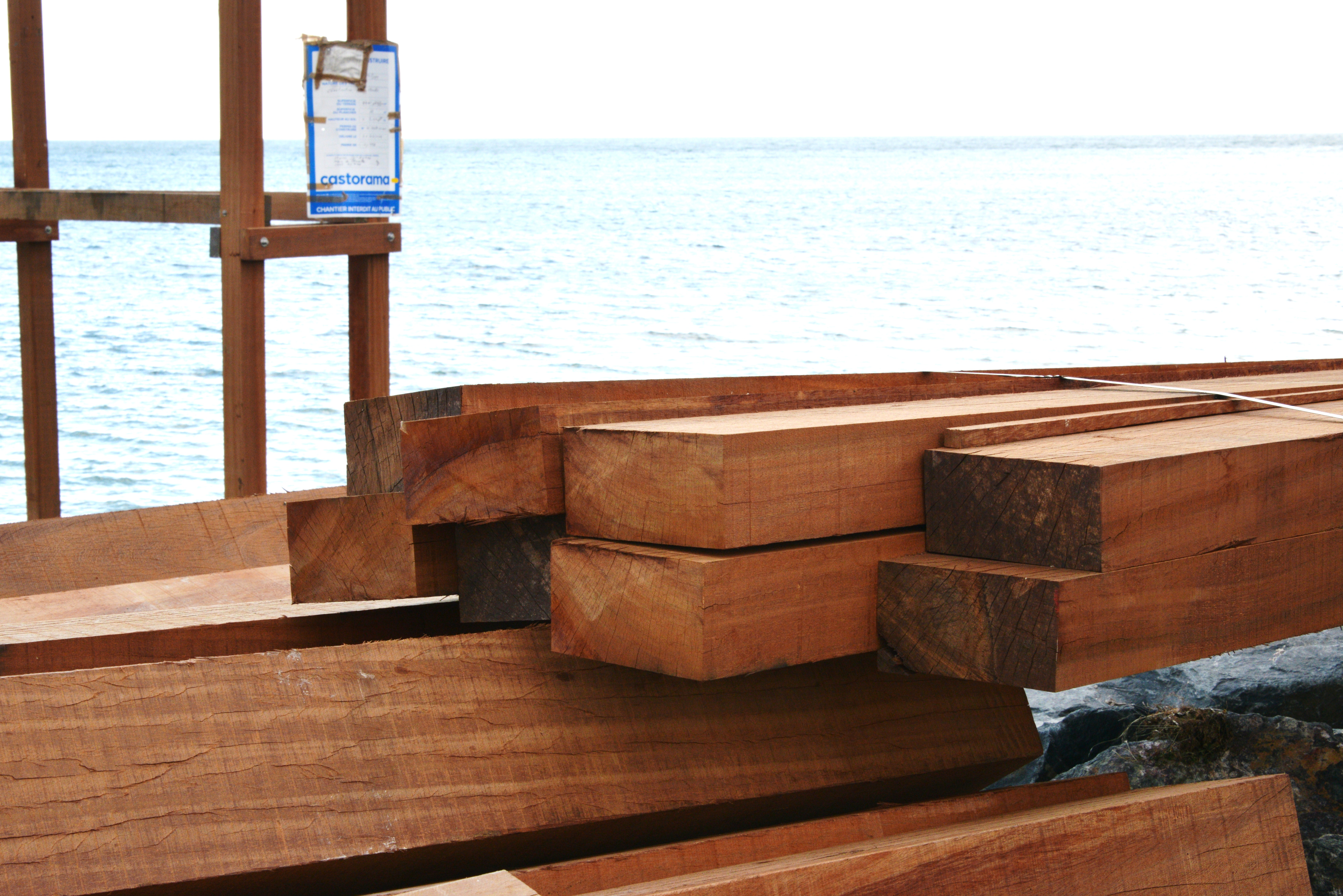
Конструкційний деревинний матеріал у виді бруса

До неметалевих конструкційних матеріалів відносяться пластики, кераміка, металокераміка, скло, гума, деревина тощо.
Неметалеві конструкційні матеріали поділяють за ізомерним складом, технологічним виконанням (пресовані, ткані, намотані, формовані тощо), за типами наповнювачів (армувальних елементів) і за характером їх розташування та орієнтації.
Пластики на основі термореактивних смол і фторопластів, армовані (зміцнені) скляними, кварцовими, азбестовими волокнами, тканинами чи стрічками, застосовують в авіації, ракетобудуванні, в енергетичному та транспортному машинобудуванні. Термопластичні полімерні матеріали — полістирол, поліметилметакрилат, поліаміди, фторопласти, а також реактопласти використовують в деталях електро- і радіообладнання, вузлах тертя, що працюють у різних середовищах.
Мінеральне (силікатне, кварцове) скло — система, що складається з оксидів різних елементів, у першу чергу оксиду кремнію SiO2, що використовується для засклення будівель чи транспортних засобів.
З кераміки виготовляють деталі, що працюють за високих температур. Основою цих
Матеріалів є порошки тугоплавких сполук типу карбідів, боридів, нітридів та оксидів.
Наприклад: TiC, SiC, Cr7C3, CrB, Ni3B, TiB2, BN, TiN, Al2O3, SiO2, ZrO2 тощо.
У металокерамічних матеріалах (металокераміці) основою є кераміка, у яку додається певна кількість металу, що є зв'язкою і забезпечує такі властивості, як пластичність і в'язкість.
Гуми на основі каучуків з додаванням сірки та інших елементів, зміцнені кордовими тканинами, використовуються для виробництва автомобільних та авіаційних шин а також рухомих і нерухомих защільнювачів.
Деревинні матеріали —  матеріали, повністю або частково виготовлені з натуральної деревини (лісоматеріали, пресована деревина, модифікована деревина, шарувата клеєна деревина та деревинні композити).

### Композиційні конструкційні матеріали

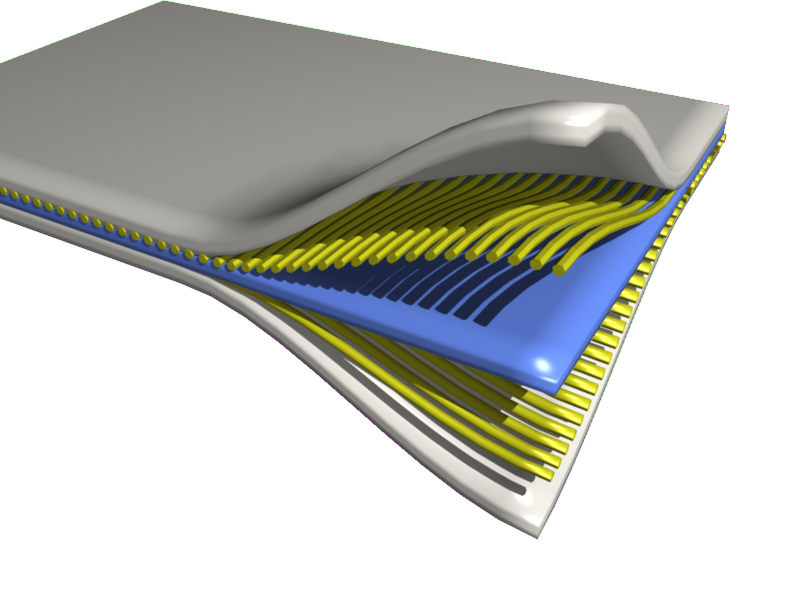
Композитний матеріал з двовісним армуванням

Композиційні матеріали являють собою композиції, що отримуються штучним шляхом з двох і більше різнорідних матеріалів, що сильно відрізняються один від одного за властивостями. У результаті композиція суттєво відрізняється за властивостями від складових компонентів, тобто одержуваний матеріал має новий комплекс властивостей. До складу композиційних матеріалів можуть входити як металеві, так і неметалеві складові.
Перспективи створення композитів конструктивного призначення пов'язані із синтезом матеріалів із елементів, що мають граничні значення властивостей за міцність, тугоплавкістю, термостійкістю тощо. В них використовуються високоміцні елементи (волокна, нитки, дріт, ниткоподібні кристали, гранули, дисперсні надтверді і тугоплавкі сполуки), що утворюють армування матеріалу, яких скріплюється матрицею з пластичного і міцного матеріалу (металевих сплавів або неметалу, переважно полімеру). Композити за питомою міцністю та питомим модулем пружності можуть на 50…100 % перевершувати сталі або алюмінієві сплави і забезпечувати зниження маси конструкцій до 20…50 %.

## Критерії вибору конструкційних матеріалів
Вибір виду конструкційного матеріалу для виготовлення того чи іншого об'єкту роблять на основі техніко-економічних параметрів, до яких відносяться:
- технологічні властивості матеріалів — деформівність, оброблюваність різанням, ливарні властивості (рідкоплинність, усадка, схильність до утворення тріщин), зварність, здатність до паяння тощо;
- показники економічної ефективності — вартість, трудомісткість, дефіцитність, коефіцієнт використання при переробленні тощо.